# Whitson (ort)
Whitson är en ort i Storbritannien.   Den ligger i kommunen Newport och riksdelen Wales, i den södra delen av landet, 190 km väster om huvudstaden London. Whitson ligger 6 meter över havet och antalet invånare är 339.
Terrängen runt Whitson är platt. Havet är nära Whitson åt sydost. Runt Whitson är det tätbefolkat, med 709 invånare per kvadratkilometer. Närmaste större samhälle är Newport, 8,1 km nordväst om Whitson. 